# Identyfikacja projekcyjna
Identyfikacja projekcyjna (łac. idem - ten sam) – jeden z psychicznych mechanizmów obronnych. Polega na przypisywaniu innej osobie nieakceptowanych własnych przeżyć, przy jednoczesnym przeżywaniu ich jako reakcje na przeżycia odbiorcy projekcji. Zachowanie osoby projektującej wywiera na odbiorcy presję przeżywania siebie i zachowywania się zgodnie z cudzą projekcją.
Według terminologii Melanie Klein i Wilfreda Biona ze szkoły teorii relacji z obiektem, jest to zjawisko zachodzące w normalnym rozwoju, mogące pojawić się korektywnie w psychoterapii. Posługują się oni metaforą "kontenerowania", w której zdrową funkcją identyfikacji projekcyjnej jest korzystanie z pomocy drugiej osoby (np. rodzica, terapeuty) do tymczasowego "pomieszczenia" nieakceptowanego przeżycia. Kiedy osoba radzi sobie w ten sposób ze swoim doświadczeniem, drugi człowiek powinien rozpoznać zjawisko i zademonstrować opracowywanie przeżycia na dojrzały sposób. Niekorzystne kontenerowanie ma miejsce wtedy, gdy druga osoba okazuje się również przerośnięta problemem i reaguje w sposób zdezorganizowany. Tego typu niepowodzenia w dzieciństwie według teoretyków teorii relacji z obiektem są jednym z czynników ryzyka rozwoju osobowości psychotycznej.